# I. e. 340
Évszázadok: i. e. 5. század – i. e. 4. század – i. e. 3. század
Évtizedek: i. e. 390-es évek – i. e. 380-as évek – i. e. 370-es évek – i. e. 360-as évek – i. e. 350-es évek – i. e. 340-es évek – i. e. 330-as évek – i. e. 320-as évek – i. e. 310-es évek – i. e. 300-as évek – i. e. 290-es évek
Évek: i. e. 345 – i. e. 344 – i. e. 343 – i. e. 342 –  i. e. 341 – i. e. 340 – i. e. 339 – i. e. 338 – i. e. 337 – i. e. 336 – i. e. 335

## Események

### Perzsa Birodalom
- A perzsák megszállják Rodoszt.
- A kis-ázsiai Káriában Pixódarosz elűzi bátyja özvegyét, Adát, aki férje halála óta kormányozta a tartományt.

### Görögország
- II. Philipposz makedón király megtámadja Büzantiont és Perinthoszt. III. Artaxerxész perzsa nagykirály segítséget nyújt a városoknak, így Philipposz felhagy az ostrommal és északra vonul, ahol a szkíták átkeltek a Dunán. A hadjáratok idejére a kormányzást 16 éves fiára, Alexandroszra bízza.
- Az athéni népgyűlés Büzantion sikertelen ostroma után köszönetet mond Démoszthenésznek.

### Szicília
- Leontini türannosza, Hiketasz sürgetésére Karthágó nagy sereget küld Szicíliába. A krimisszoszi csatában a szürakuszaiak Timoleón vezetésével legyőzik a jóval nagyobb létszámú pun haderőt. A karthágóiak a vereség ellenére több várost elfoglalnak a sziget nyugati felén. Timoleón i.e. 338-ban békét köt velük, Karthágó megkapja a Halükosz (Platani) folyótól nyugatra eső területeket.

### Róma
- Consullá választják Titus Manlius Torquatust és Publius Decius Must. A latin szövetségesek követséget küldenek Rómába, követelve, hogy a római polgárokéval azonos jogok illessék őket, az egyik consult és a senatus felét a latinok adják. Manlius indulatosan visszautasítja a követelést és megkezdődik a latin háború. A campaniai városok a latinokat, a szamniszok Rómát segítették.
- A Vezúv mellett letáborozó két consul állítólag ugyanazt azt az álmot látta, hogy az alvilág istenei a csatában az egyik féltől a vezért, a másiktól az egész sereget követelik áldozatul; a consulok megegyeznek, hogy amelyik seregrész hátrálni kezd a csatában, annak vezére feláldozza magát. A csata előtt a consulok megtiltották a párviadalokat, ennek ellenére Manlius felderítésre kiküldött fia párbajban megölt egy latint; a consul fegyelmezetlenségéért halálra ítélte. A vezúvi csatában a római jobbszárny hátrált meg először, így annak vezetője, Decius nekilovagolt az ellenség sűrűjének és megölték. Ezt követően elkeseredett csata után a rómaiak megfutamították a latinokat.
- Az antiumiak betörései miatt, Manlius betegsége miatt Lucius Papirius Crassust dictatorrá választották, de jelentősebb összecsapásra nem került sor.[1]

## Kultúra
- Megírják a derveni papiruszt.

## Születések
- Appius Claudius Caecus, római államférfi
- Csandragupta Maurja, az indiai Maurja-dinasztia alapítója
- Csü Jüan, kínai költő
- Csao Vu-ling, a kínai Csao állam királya

## Halálozások
- Rodoszi Mentór, görög zsoldosvezér és szatrapa
- Publius Decius Mus, római hadvezér és államférfi

## Fordítás
- Ez a szócikk részben vagy egészben  a(z)   340 BC című angol Wikipédia-szócikk ezen változatának fordításán alapul.  Az eredeti cikk szerkesztőit annak laptörténete sorolja fel. Ez a jelzés csupán a megfogalmazás eredetét és a szerzői jogokat jelzi, nem szolgál a cikkben szereplő információk forrásmegjelöléseként.